# Howardula phyllotretae
Howardula phyllotretae är en rundmaskart. Howardula phyllotretae ingår i släktet Howardula och familjen Allantonematidae. Inga underarter finns listade i Catalogue of Life.